# Hallepoorttunnel
De Hallepoorttunnel is een verkeerstunnel in Brussel. De tunnel ligt onder de Hallepoort en dient voor het doorgaand verkeer op de R20, de kleine ring van Brussel. De tunnel loopt van het kruispunt met de Munthofstraat tot het kruispunt met de Engelandstraat.
Tussen 2017 en 2019 werd de tunnel volledig vernieuwd. Er kwam een scheidingswand tussen de rijrichtingen, nieuwe plafonds, nieuwe zijwanden en nieuwe ledverlichting. Op de zij- en middenwanden zijn verschillende vergrote afbeeldingen van ridders aangebracht, verwijzend naar het middeleeuws museum van de Hallepoort waar de tunnel onder ligt. Vlak voor de opening voor het verkeer werd in de tunnel een technofeest gehouden.